# Pay Me!
Pay Me! è un film muto del 1917 scritto e diretto da Joseph De Grasse. Negli Stati Uniti, il film è conosciuto anche con il titolo The Vengeance of the West.

## Produzione
Il film fu prodotto dall'Universal Film Manufacturing Company, Jewel Productions, Incorporated.

## Distribuzione
Distribuito dall'Universal Film Manufacturing Company, il film uscì nelle sale cinematografiche statunitensi il 1º settembre 1917.